# Генерал-полковник ветеринарной службы
Генерал-полковник ветеринарной службы — высшее воинское звание для военнослужащих, имеющих военно-учётную специальность ветеринарного профиля в Вооружённых Силах СССР и Вооружённых Силах Российской Федерации в 1943—1971, 1993—1998 годах (гг.).

## История
Установлено постановлениями Государственного комитета обороны СССР от 2 января 1943 г. № ГОКО-2685 «О введении персональных воинских званий военно-медицинскому и военно-ветеринарному составу Красной Армии» (в Красной Армии) и от 14 февраля 1943 г. № 2890 «Об установлении персональных воинских званий для интендантского, медицинского, ветеринарного, административного и юридического состава ВМФ» (в ВМФ СССР).
Отменено Указом Президиума Верховного Совета СССР от 18 ноября 1971 г. № 2319-VIII «О воинских званиях офицерского состава Вооруженных Сил СССР». В Уставе внутренней службы ВС СССР, утверждённом Указом Президиума Верховного Совета СССР от 30 июля 1975 года, с изменениями согласно Указам Президиума Верховного Совета СССР от 1 августа 1977 года , 13 апреля 1979 года, 16 октября 1980 года и 24 декабря 1980 года, сказано, что самым старшим воинским званием с приставкой «ветеринарной службы» является генерал-лейтенант.
Вновь установлено Законом Российской Федерации от 11 февраля 1993 г. № 4455-I «О воинской обязанности и военной службе».
Отменено Федеральным законом от 28 марта 1998 г. № 53-ФЗ «О воинской обязанности и военной службе».
Звание генерал-полковника ветеринарной службы за всю историю никому не присваивалось.